# Trirhabda canadensis
Trirhabda canadensis är en skalbaggsart som först beskrevs av Kirby 1837.  Trirhabda canadensis ingår i släktet Trirhabda och familjen bladbaggar. Inga underarter finns listade i Catalogue of Life.

## Bildgalleri

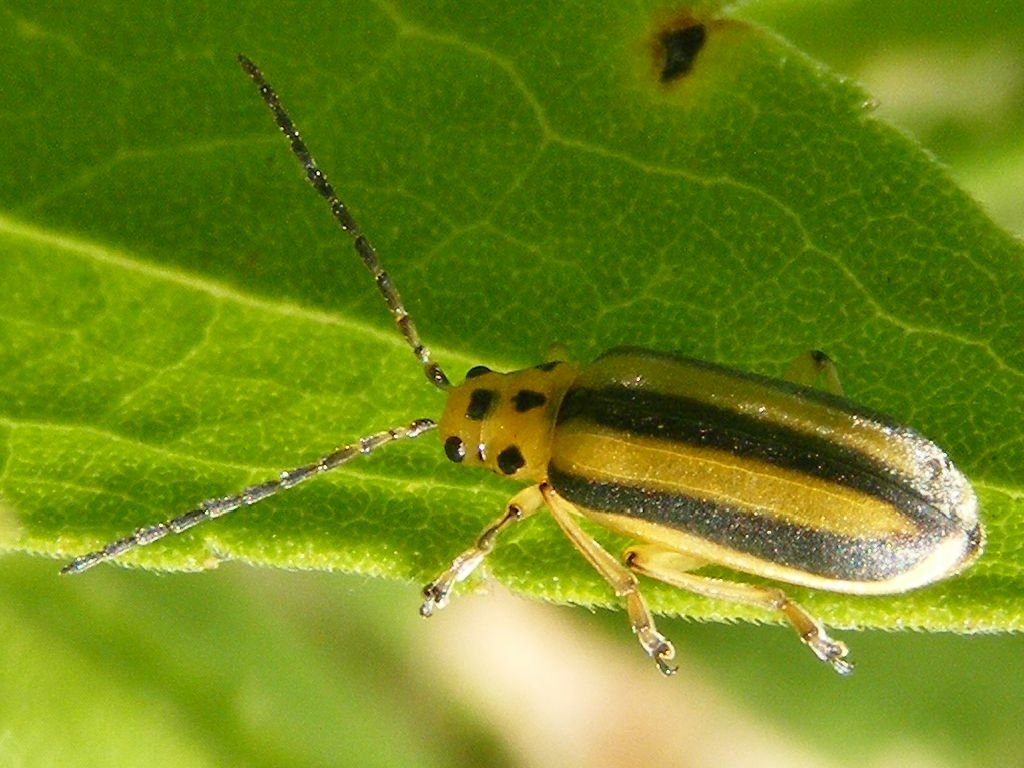
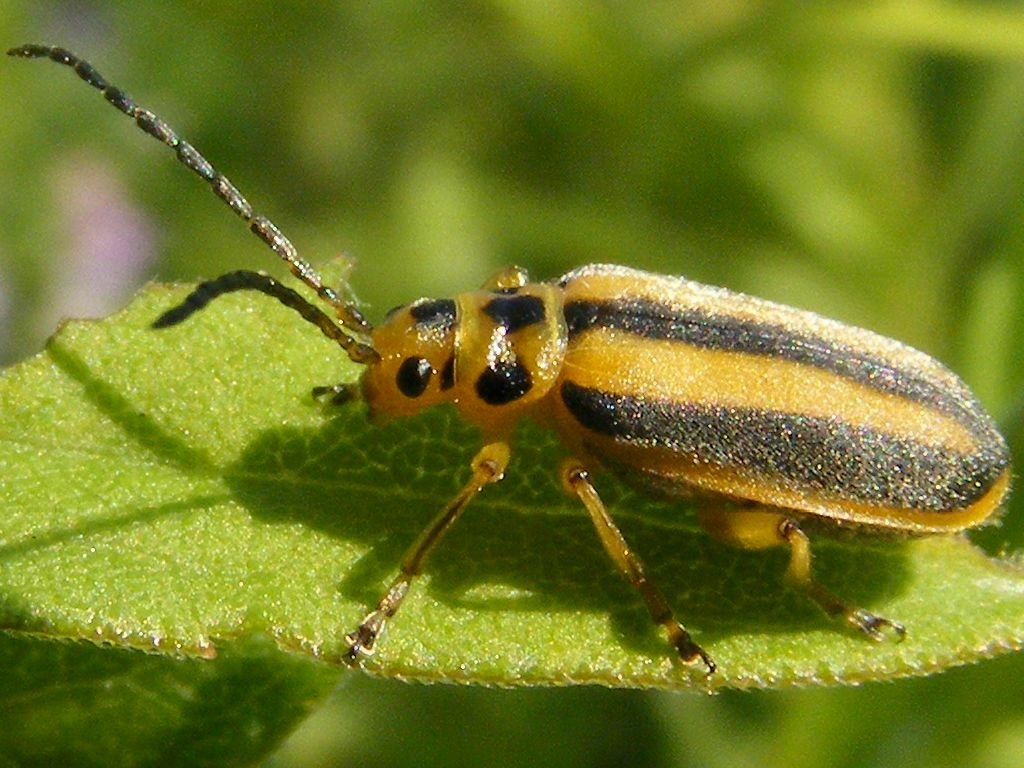
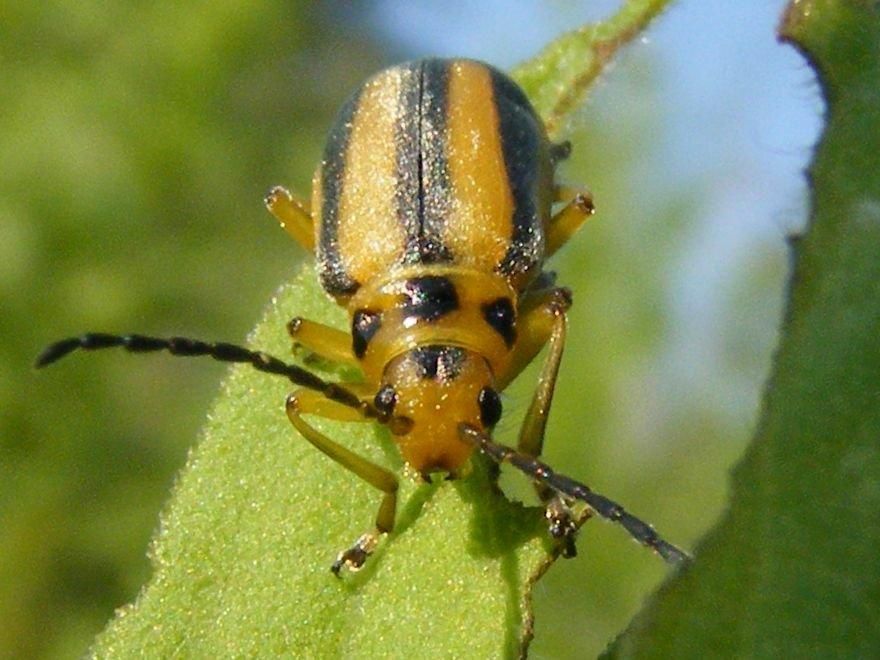
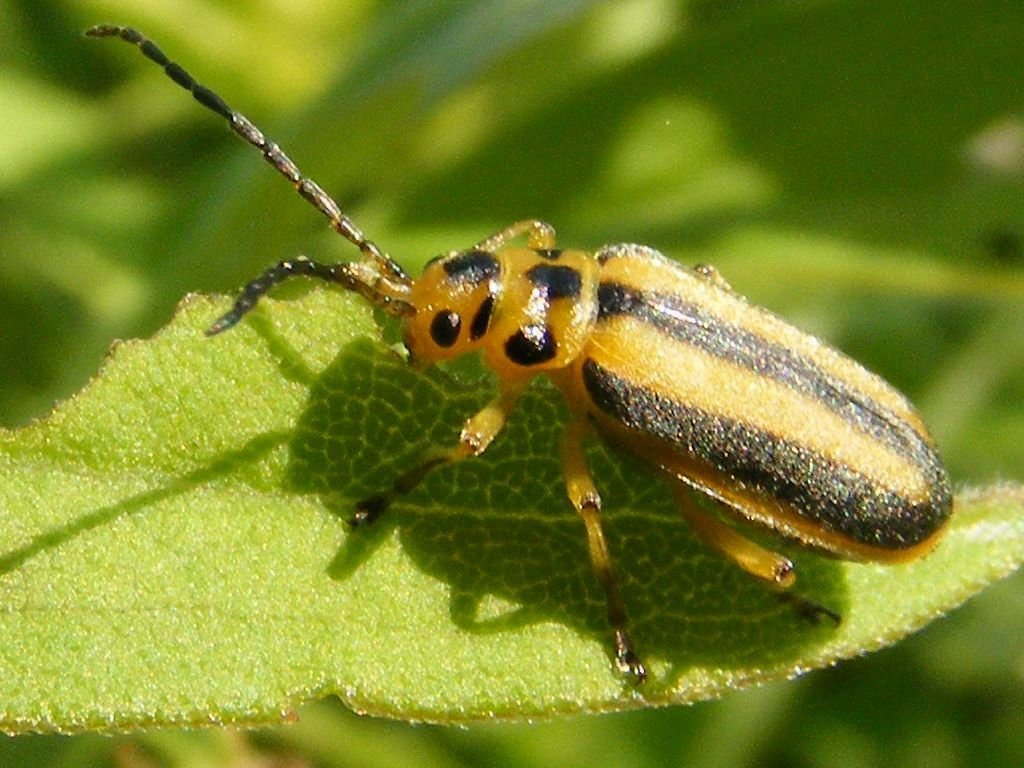
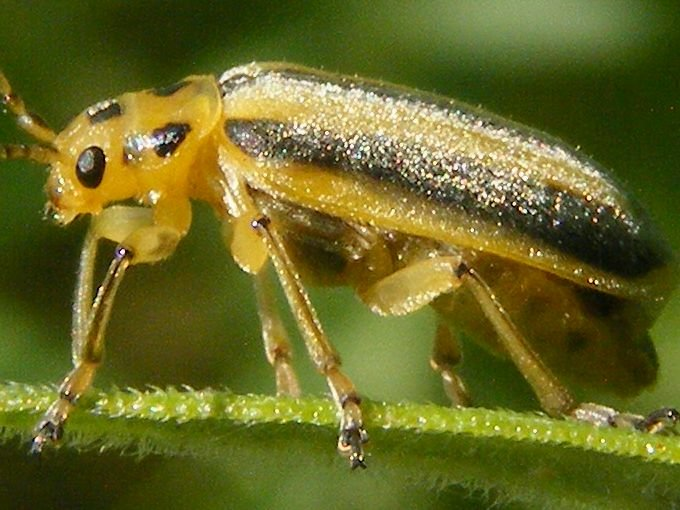
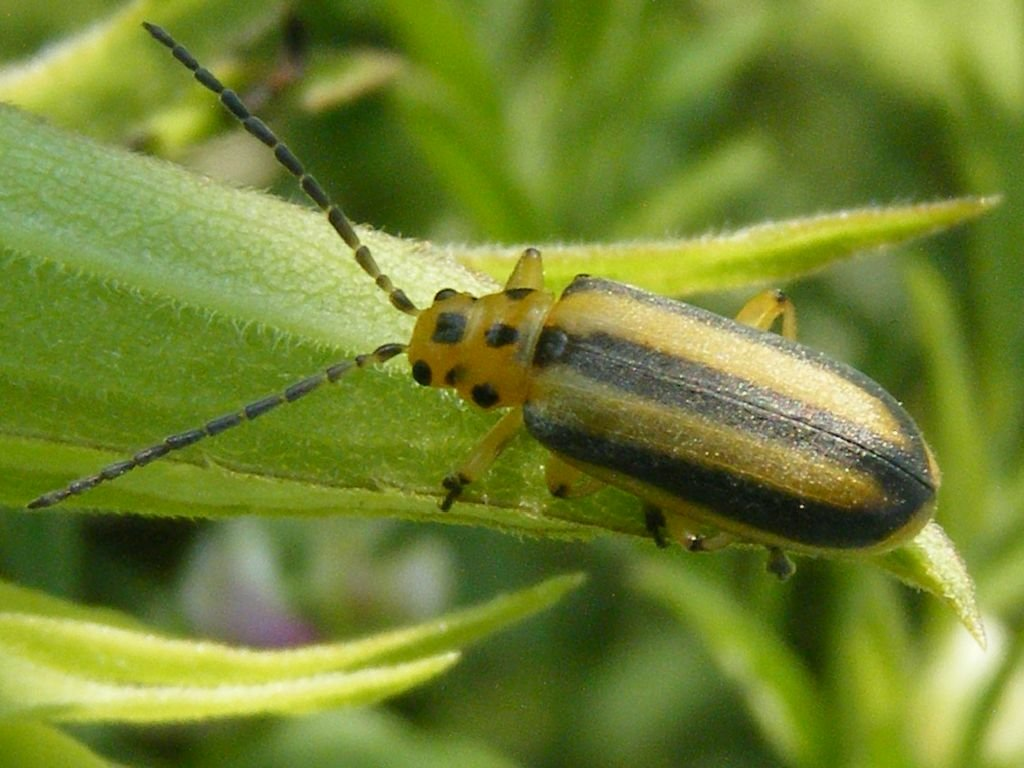